# Dascio
Dascio is een plaats (frazione) in de Italiaanse gemeente Sorico.